# 斯克列別利奇
51°21′12″N 28°33′30″E / 51.35333°N 28.55833°E
斯克列別利奇（烏克蘭語：Скребеличі），是烏克蘭北部的村莊，隸屬日托米爾州的科羅斯滕區。該村面積1.05平方公里，海拔高度217米，2001年人口305，人口密度每平方公里291.59人。